# Hochsteinhütte
Die Hochsteinhütte ist eine Schutzhütte der Kategorie II der Sektion Lienz des ÖAV auf 2023 m ü. A. Höhe. Sie befindet sich nahe dem 2057 m ü. A. hohen Hochstein in den Villgratner Bergen, rund fünf Kilometer westlich von Lienz an der Gemeindegrenze zu Assling in Tirol.
Die Hütte ist von Mitte Dezember bis Ende März und von Mai bis Ende Oktober geöffnet. Sie bietet zwölf Matratzenlager und acht Betten.

## Geschichte
Die Hütte wurde unter Sektionsobmann Josef A. Rohracher projektiert und von ihm nachfolgenden Obmann R. von Falser am 11./12. August 1895 eröffnet. 1923/1924 erfolgte eine Erweiterung. Am 7. September 1929 brannte die Hütte vollständig ab, wurde im Jahr 1931 wiedererrichtet und 1957/58 erfolgte ein Ausbau. Im Jahr 2009 begann ein umfangreicher Umbau, der mit 350.000 Euro geplant war und am Ende etwa 700.000 kostete.

## Zustieg
- Talstation Hochsteinlifte 3½ Stunden
- Sternalm-Bergstation 1½ Stunden
- Venedigerwarte-Bergstation 2½ Stunden
- Parkplatz Bannbergeralm 10 Minuten[5]

## Touren
- Böses Weibele (2521 m) in 1½ Stunden
- Rotsteinberg (2696 m) in 4 Stunden

## Karten
- Alpenvereinskarte Blatt 41, Schobergruppe (1:25.000)
- BEV Blatt 179
- Freytag & Berndt Bl. WK 182 Lienzer Dolomiten (1:50.000)